# ابدال
ابدال روستایی از توابع بخش مرکزی شهرستان زنجان در استان زنجان ایران است.

## جمعیت
این روستا در دهستان زنجانرودبالا قرار دارد و براساس سرشماری مرکز آمار ایران در سال ۱۳۸۵، جمعیت آن ۴۳ نفر (۸ خانوار) بوده‌است.